# Lutz Hendel
Lutz Hendel, genannt „Meter“, (* 18. Dezember 1958 in Ost-Berlin) ist ein ehemaliger deutscher Fußballspieler. In der höchsten Spielklasse des DDR-Fußballs, der Oberliga, spielte er für den 1. FC Union Berlin.

## Sportliche Laufbahn

### Gemeinschafts-, Club- und Vereinsstationen
Der Mittelfeldspieler begann seine Fußballerkarriere 1964 in der Jugend der Ost-Berliner Sportgemeinschaft Friedrichshagen, dem heutigen Friedrichshagener SV, und wechselte vier Jahre später in die Jugendabteilung des 1. FC Union Berlin. Im März 1976 rückte Hendel in die zu diesem Zeitpunkt in der zweitklassigen DDR-Liga spielende 1. Männermannschaft auf und schaffte mit dieser den Aufstieg in die Oberliga. Der erst 17-Jährige wurde vom Trainer Heinz Werner dabei in allen acht Aufstiegsrundenspielen eingesetzt. In seiner ersten Oberligasaison 1976/77 war der nur 1,69 Meter große Hendel Ersatzspieler und kam in 14 der 26 Punktspiele zum Einsatz. In der Saison 1977/78 schaffte er mit 25 Punktspieleinsätzen den Durchbruch zum Stammspieler und verteidigte diesen Status bis 1992.
Vom Juli 1984 bis Oktober 1985 musste der Diplomsportlehrer seinen Armeedienst absolvieren und spielte während dieser Zeit beim Oberligisten FC Vorwärts Frankfurt und das letzte Vierteljahr beim drittklassigen Bezirksligisten Vorwärts Strausberg. Für Frankfurt bestritt er zwölf Oberligaspiele (mit einem Torerfolg) sowie beide UEFA-Pokal-Begegnungen gegen die PSV Eindhoven, in denen er im Heimspiel in Frankfurt (Oder) das 1:0 erzielte.
Nach seiner Rückkehr nach Berlin, erlebte Hendel mit dem Erreichen des Endspiels um den DDR-Fußballpokal den größten Erfolg seiner Laufbahn. Das Finale am 31. Mai 1986 ging für die Berliner jedoch mit 1:5 gegen den 1. FC Lok Leipzig verloren. Anschließend nahmen die Unioner am Intertoto-Cup 1986 teil und wurden Gruppensieger vor dem Bundesligisten Bayer Uerdingen. Mit dem Abstieg 1989 begann jedoch eine schwierige Zeit für ihn und Union. Zunächst scheiterte man mehrmals hintereinander knapp am Aufstieg in die Oberliga bzw. nach der Wende an der Qualifikation für die 2. Bundesliga. Im Jahr 1993 hatte Union die Zweitliga-Qualifikation sportlich geschafft. Wenig später wurde dem Verein aber aufgrund einer gefälschten Bankbürgschaft die Lizenz für die zweite Liga entzogen und die Unioner blieben drittklassig.
Danach beendete Hendel, der in der Saison 1992/93 als 35-Jähriger nur 18 der 36 Punkt- und Relegationsspiele bestritten hatte, seine Zeit bei Union. In seinen insgesamt 25 Jahren beim Klub bestritt er 422 Pflichtspiele, in denen er 31 Tore erzielte. inklusive 191 Einsätze in der DDR-Oberliga (sieben Tore), 106 Partien in der DDR-Liga (neun Tore) und 27 Begegnungen im FDGB-Pokal (drei Tore). Er ist damit Rekordspieler des 1. FC Union Berlin. Danach war er noch für eine kurze Zeit als Spielertrainer beim Köpenicker SC, beim MSV 19 Rüdersdorf und beim SV Germania 90 Schöneiche aktiv.

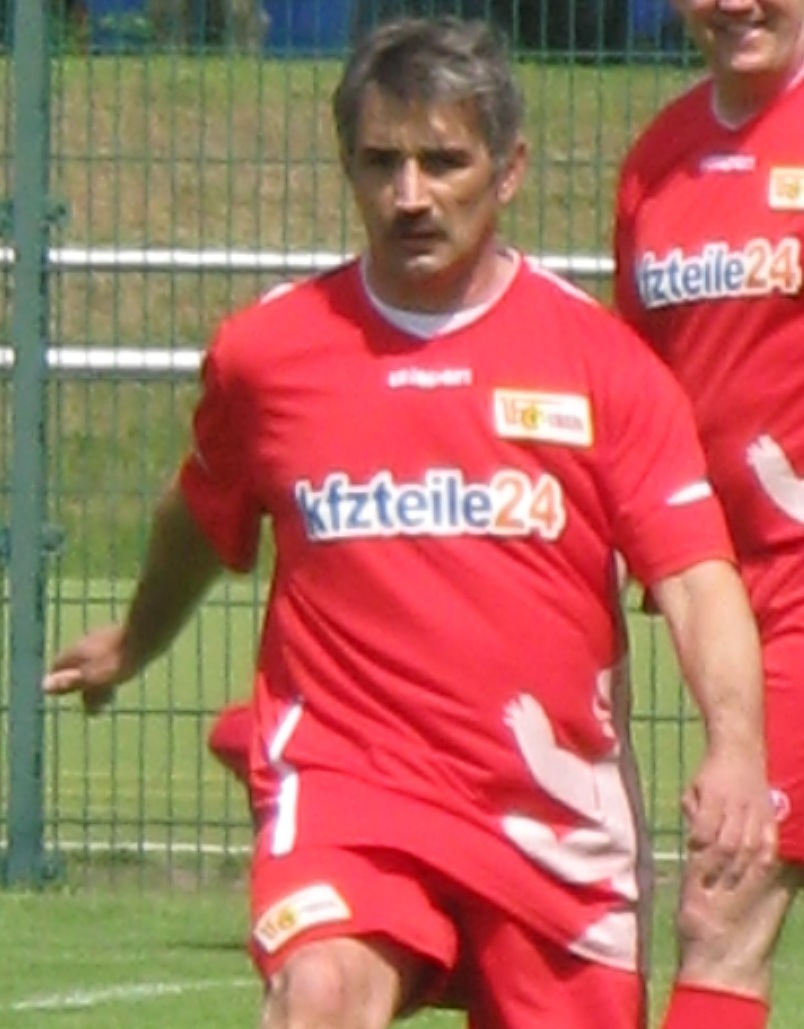
Lutz Hendel 2012 im Trikot der Traditionsmannschaft des 1. FC Union.

### Auswahleinsätze
Im Sommer 1976 wurde Hendel in den Kader der DDR-Juniorennationalmannschaft aufgenommen. Im Rahmen der Jugendwettkämpfe der Freundschaft, die traditionell am Saisonanfang zur Formierung der jeweils neuen U-18 dienten, bestritt er am 14. August 1976 als Einwechselspieler gegen Ungarn sein erstes Länderspiel in dieser Altersklasse. Es folgten bis zum April 1977 weitere 15 Länderspiele, in denen er vor allem als Mittelfeldspieler, aber auch in der Verteidigung eingesetzt wurde.

## Weiterer Werdegang
Hendel arbeitete nach dem Ende seiner Laufbahn als Fußballspieler vor allem als Trainer, unter anderem für den Adlershofer BC und Fortuna Biesdorf. Außerdem spielte er in der Alt-Herren-Mannschaft der Sportfreunde Johannisthal sowie in diversen Traditionsmannschaften des 1. FC Union und des FC Vorwärts. Er arbeitete auch zeitweilig in der Geschäftsstelle des 1. FC Union und später als Hausmeister in der Köpenicker Merian-Schule.